# دی‌ان‌ای خارج کروموزومی
دی‌ان‌ای خارج کروموزومی (به انگلیسی: Extrachromosomal DNA) هر دی‌ان‌ای می‌باشد که در خارج از کروموزم یک سلول یافت شود، چه داخل هسته و چه خارج هسته. همچنین می‌تواند به دی‌ان‌ای خارج هسته‌ای یا دی‌ان‌ای سیتوپلاسمی اشاره داشته باشد. بیشتر دی‌ان‌ای ژنوم یک فرد، درون کروموزوم یافت می‌شود، اما دی‌ان‌ای خارج کروموزمی نیز اهمیت زیادی دارد، به عنوان مثال در برخی از بیماری ها از جمله سرطان نقش دارند.